# Nicolás Salmerón y Alonso
Nicolás Salmerón Alonso (Alhama la Seca (Almeria), 10 d'abril de 1838 - Pau (França), 20 de setembre de 1908), polític, escriptor i filòsof krausista, fou ministre de Justícia del govern d'Estanislau Figueras i tercer president de la Primera República Espanyola, i reprimí l'aixecament cantonal. Dimití per no signar unes sentències de mort dictades per a restablir la disciplina de l'exèrcit. El seu mandat va durar només cinquanta-un dies, uns quants més que el del seu predecessor.

## Biografia
El seu pare era metge, i el seu germà major fou el jurista i polític Francisco Salmerón (1822-1878). Va estudiar el batxillerat a Almeria. A Granada va cursar Dret i Filosofia i Lletres, i fou condeixeble de Francisco Giner de los Ríos. A Madrid va ser influenciat pel krausisme a través de Julián Sanz del Río, que va ser professor seu. En 1858 era professor de Filosofia en l'Instituto San Isidro de Madrid, i a l'any següent va ser designat professor auxiliar de la Facultat de Filosofia i Lletres de la Universidad Central de Madrid. El 13 de juliol de 1869 obté la càtedra de Metafísica de la mateixa universitat. Els articles que publicava als diaris La Discusión i La Democracia li van donar renom, i en 1867 va ser detingut per les seves activitats revolucionàries al Partit Demòcrata, al costat de Pi i Margall, Figueres i Orense, sofrint cinc mesos de presó. Durant el sexenni democràtic (1868-1874) va ser un dels capdavanters del republicanisme, a pesar de les discrepàncies doctrinals que tenia amb el federalisme de Pi i Margall. Diputat per Badajoz en 1871.
Es preocupava molt de la influència negativa de l'Església catòlica sobre les idees modernes i el desenvolupament de la ciència. El 1876 escrigué: «Davant les declaracions i anatemes del Syllabus i del concili vaticà, qui pot sostenir la conciliació del catolicisme i la ciència?»

## República
En proclamar-se en 1873 la República, va ser nomenat Ministre de Gracia y Justícia amb Estanislau Figueras. Va intentar reformar el sistema judicial i establir una legislació laica. Del 18 de juliol al 7 de setembre de 1873 exercí la presidència de la Primera República Espanyola. Accedeix a la presidència després de la dimissió de Pi i Margall pels violents esdeveniments durant els aixecaments cantonals. Salmerón, qui encarrega a l'Exèrcit acabar amb la insurrecció. Ho aconsegueix en tot Espanya excepte a Cartagena, on els insurrectes compten amb suport i armament militars. Els republicans federals es veuen desacreditats per l'aixecament cantonal. Després de la dimissió de Salmerón (deguda a la seva oposició al restabliment de la pena de mort), és nomenat President Emilio Castelar, unitari, qui aconsegueix el suport dels monàrquics contra els cantonalistes, els carlistes i els independentistes cubans. El 9 de setembre de 1873, Salmerón fou elegit president del Congrés. Des d'aquest lloc, va iniciar una dura campanya contra Emilio Castelar, que el va succeir com a president de la República, i del que s'havia enemistat arran de la provisió que aquest havia fet de les vacants en nombrosos bisbats. La nit del 3 de gener de 1874 es va negar a donar un vot de confiança al govern d'Emilio Castelar, per la qual cosa va triomfar el cop d'estat del general Pavía, i Salmerón es va desprestigiar com polític en precipitar el final de la República.

## Restauració borbònica
Després del cop militar del general Martínez Campos, a Sagunt, de 29 de desembre de 1874 que va liquidar la República i va proclamar la restauració borbònica, Salmerón, com altres professors, fou desposseït de la seva càtedra, per la Reial Ordre de 17 de juny de 1875, revocada en 1881. S'exilià a París, on va col·laborar estretament amb Manuel Ruiz Zorrilla i va participar en la fundació del Partit Republicà progressista. En 1884, després de ser amnistiat i d'haver recuperat la seva càtedra, va tornar a Espanya. Va ser elegit diputat en 1886 pel partit Progressista, es va convertir en el capdavanter de la minoria republicana en el congrés. En 1887 va fundar el Partit Centralista. Va ser cofundador del diari La Justicia i cap de la Unión Republicana des de 1890, sent elegit diputat en totes les legislatures des de 1893 a 1907.
Donava suport les aspiracions nacionalistes catalanes quan fossin compatibles amb les republicanes i en fundar-se el 1906 la Solidaritat Catalana, fou elegit president, i amb això provoca l'escissió dintre del moviment republicà del sector espanyolista d'Alejandro Lerroux, que va provocar un atemptat contra ell i altres dirigents unionistes, en el que va resultar ferit de bala Francesc Cambó.
Va morir a Pau (França) quan es trobava de vacances el 20 de setembre de 1908. Les seves restes van ser traslladats a Madrid i inhumats en el cementiri civil de l'Est el 1915. El poble on va néixer, Alhama la Seca (Almeria), es va canviar el seu nom el 1932, inicis de la Segona República, en el seu honor: Alhama de Salmerón.